# 오클로 천연원자로

오클로의 천연원자로: (1)원자로 (2)사암층 (3)우라늄 광석구역 (4)흑연

오클로는 가봉 공화국 오트오고웨 주 프랑스빌 근처에 있는 우라늄 광산이다. 1972년 오클로 지역에 있는 우라늄 광산에서 몇몇 천연 원자로가 발견되었다.

## 역사
가봉은 프랑스 식민지로, 1956년 프랑스의 원자력청이 오클로 지역에서 우라늄 광석을 발견하였다. 프랑스는 즉시 무나나 마을 근처에 프랑스빌 우라늄 광산회사 (Comuf, Compagnie des Mines d'Uranium de Franceville)라는 우라늄 광산을 열고 광대한 광물자원을 캐내기 시작하였으며, 가봉에는 회사의 지분을 소수 주었다.
40년 동안 프랑스는 가봉지역에서 우라늄을 채광했으며, 이 우라늄은 프랑스와 유럽 등지에서 전력생산용으로 쓰였다. 가봉의 우라늄 광부들은 그들 덕택에 프랑스의 TGV가 작동할 수 있었다고 반농담삼아 말하곤 했다. 현재 지금은 우라늄 광산은 소진되어 광산은 더 이상 운영하지 않는다. 최근에는 광산 운영의 영향으로 매립 작업이 이뤄지고 있다.
72년 프랑스 원자력청은 오클로 우라늄 광산의 시료를 검사하던 중 오클로의 우라늄 광산이 선캄브리아 시대때 천연원자로로 가동했다는 사실을 공표하였다. 오클로 광산에서 캐낸 우라늄의 시료 중에 다른 우라늄 시료보다 우라늄-235 함량이 낮은 시료가 있었던 것이다. 처음에는 이 시료에 열화 우라늄이 섞여들어갔을 것이란 추측을 하였지만, 시료의 동위원소를 분석한 결과 오클로 지역의 시료에서 핵분열시 생기는 동위원소 비율이 높다는걸 발견하였다. 연구를 진행하던 도중 지질학자들은 20억년 전에 가동한 원자로 화석을 찾아내었다. 이 시기에 우라늄 광석에 포함된 우라늄-235는 약 3%였으며, 물이 중성자 감속재 역할을 했다는 사실이 밝혀졌다. 천연원자로에서 물로 인해서 중성자가 전달되어 임계반응이 일어나게 되는 것으로 밝혀졌으며, 임계반응이 가속화되어 연쇄반응이 격렬해졌을때는 연쇄반응으로 생긴 열로 인해서 물이 증발하여 임계반응이 정지되었는 것으로 밝혀졌다.
이들 천연원자로는 1972년부터 1985년까지 오클로 광산에서 12개가 발견되었으며, 오클로 천연 원자로중 6개의 원자로에서 방출된 총에너지의 계산치는 약 6,000,000 MWd인데, 이 수치는 현재의 1000 MWe급 원자력발전소의 원자로 5기를 전출력으로 1년간 운전하였을 때에 발생한 열에너지와 대략 같다.

## 참조 자료
1. ↑  “천연원자로(오클로원자로)”. 2000년 9월. 2017년 2월 3일에 원본 문서에서 보존된 문서. 2010년 2월 4일에 확인함.